# Vandringsutställning
Vandringsutställning benämns en sådan typ av utställning, främst på museer eller andra institutioner med utställningsverksamhet, som endast är temporär och som flyttas mellan olika institutioner. En vandringsutställning kan antingen vara inlånad eller hyrd från ett specifikt museum, men också från särskilda organisationer, föreningar eller privatsamlare. Den svenska, statliga myndigheten Riksutställningar hade till uppgift att rådgiva och stödja de regionala och statliga utställningsaktörer som arbetar med att göra vandringsutställningar.
Utställningen Game On är ett exempel på en vandringsutställning.

## Bakgrund
Vandringsutställningen fick ett genombrott i New York på 30-talet då Museum of Modern Art började skicka utställningar runt om i USA och Europa. Syftet då var främst ekonomiskt och ett sätt att finansiera den egna verksamheten.  I Sverige har vandringsutställningar förekommit sen tidigt 1900-tal. Bland annat rörde det sig om utställningar som visades upp på skolor i utbildningssyfte. Ett fåtal av länsmuseerna gjorde vandringsutställningar med begränsade resurser. Det var under 1960-talet och inrättandet av myndigheten Riksutställningar som fenomenet vandringsutställningar började förekomma frekvent i kulturlivet och bli tillgängligt i en mer allmän mening. Initialt var tanken att nå ut till fler och skapa incitament till att decentralisera kulturen. Riksutställningars turnéer kom också att förändra synen på utställningar och innebörden av utställningsbegreppet, bland annat genom användandet av mobila rum. Fokuset låg på att stimulera till diskussion,dialog och pröva nya koncept. Utställningen blev mer av en kreativ mötesplats och visades inte bara i särskilda visningslokaler utan på arbetsplatser, sjukhus, bibliotek etc.

## Förutsättningar
Vandringsutställningar beskrivs ofta som mer experimenterade och kan laborera med nya arbetssätt och metoder att engagera och underhålla en publik . Med vandringsutställningar kan museer visa upp det senaste, presentera ny vetenskap och teknisk utveckling. Man har också möjlighet att tillfälligt komplettera och belysa nya perspektiv på den egna samlingarna . Museer kan också ställa ut föremål som inte får plats i de permanent utställningarna. Vandringsutställningen har ofta en integrerad samverkan med nya teknologier och medier.
Eftersom vandringsutställningar är mobila gäller andra förutsättningar än för permanenta utställningar. De produceras utanför den miljö som de visas upp och föremålen har ofta inte någon lokal anknytning till platsen där visningen äger rum. Detta öppnar upp för nya perspektiv och tolkningar där fokuset snarare handlar om kontexten än föremålen i sig.
I takt med  en ökad digitalisering av museiverksamheten suddas dock gränserna mellan permanenta och tillfälliga utställningar ut. Den nya tekniken öppnar upp för en helt ny form av tillgång och delaktighet för besökare. En sådan utställning blir i den meningen alltid ett rörligt objekt som förflyttas mellan olika kanaler och sammanhang .